# La Isla Bonita
"La Isla Bonita" (tạm dịch: Hòn đảo xinh đẹp) là một bài hát của ca sĩ-nhạc sĩ người Mỹ Madonna và là đĩa thứ 5 và cũng là cuối cùng được phát hành từ album phòng thu thứ ba của cô - True Blue vào ngày 25 tháng 2 năm 1987 bởi hãng đĩa Sire Records. Chủ đề ban đầu của ca khúc vốn rất đau thương bi thảm, và đầu tiên ca khúc được viết dành cho giọng ca của Michael Jackson, sau đó Madonna đã đảm nhận ca khúc và viết lại lời bài hát với Patrick Leonard. "La Isla Bonita" được xem là ca khúc đầu tiên của Madonna mang ảnh hưởng của Tây Ban Nha với phần trống Cuba được cải biên, tiếng đàn ghita Tây Ban Nha, trống lắc maraca, kèn harmonica và sự pha trộn âm thanh điện tử cùng với nhịp trống nguyên chất. Lời bài hát nói về một Hòn đảo xinh đẹp và sự tỏ lòng tôn kính đến vẻ đẹp người Latin của Madonna.
"La Isla Bonita" giành được sự yêu mến trên toàn thế giới, đứng đầu các bảng xếp hạng tại một số nước như Áo, Canada, Pháp, Đức và Thụy Sĩ. Là đĩa đơn quán quân thứ tư của Madonna tại Vương quốc Anh, đem lại cho cô ca sĩ này kỷ lục cho nghệ sĩ nữ có nhiều đĩa đơn quán quân nhất. Tại Hoa Kỳ, ca khúc đạt vị trí số 4 trên bảng xếp hạng Billboard Hot 100. Trong video âm nhạc đi kèm, Madonna thể hiện hai nhân vật đối lập - một cô gái ngoan đạo và một cô gái Latin nồng nhiệt. Phong cách Latin và chiếc váy flamenco đỏ mà cô ấy mặc sau đó trở thành một xu hướng thời trang. Nó là một trong những ca khúc được Madonna biểu diễn nhiều nhất, xuất hiện năm chuyến lưu diễn toàn thế giới bao gồm 2008–09's Sticky & Sweet Tour. Madonna thường thể hiện bài hát với phong cách Tây Ban Nha, đôi khi là phong cách tribal hay folk, và có cả bản phối lại đi kèm. Bài hát được cover bởi một số nghệ sĩ bao gồm ca sĩ nhạc pop người Pháp Alizée trong album Psychédélices (2007).

## Viết nhạc và cảm hứng
"La Isla Bonita" được viết bởi Patrick Leonard và Bruce Gaitsch. Bài hát trước đó được viết như một khúc ca ai oán cho câu chuyện thần thoại của hòn đảo ở Tây Ban Nha mang tên San Pedro và được dành cho giọng ca của Michael Jackson cho album Bad của anh, nhưng theo Gaitsch, anh đã từ chối. Trong khi đang làm việc với Leonard cho album True Blue, Madonna đã đảm nhận hát ca khúc thay cho vị trí của Jackson và viết lại lời bài hát, do đó cô ấy là người đồng sáng tác lời nhạc. Đây là ca khúc đầu tiên của Madonna sử dụng nhạc tố của Tây Ban Nha, thậm chí còn có chưa cả tiếng Tây Ban Nha trong lời bài hát. Chủ đề Tây Ban Nha đó đã tái xuất hiện xuyên suốt sự nghiệp của cô ấy, biểu lộ trong ca từ của những ca khúc "Who's That Girl", "Spanish Eyes", "I'm Going Bananas", phiên bản Tây Ban Nha của "You'll See" mang tên "Verás", "Be Careful" - bản song ca với Ricky Martin, "Sorry", "Lo Que Siente La Mujer" – phiên bản Tây Ban Nha của ca khúc "What It Feels Like for a Girl", và "Spanish Lesson" trong album Hard Candy. Madonna miêu tả ca khúc là lòng tôn kính của cô ấy đến "vẻ đẹp và sự bí ẩn của người Mỹ Latinh". Theo cô ấy, "nhịp điệu Latinh thường chiếm ưu thế trong những sáng tác sôi động của tôi. Giống như là chúng ta đang hết sức sôi nổi vậy. Tất cả chúng ta đều nghĩ chúng ta là người Latinh trong một đời sống khác."

## Sáng tác

Madonna trong video mang đậm màu sắc Tây Ban Nha của bài hát.

"La Isla Bonita" là một bài hát pop có phong cách Tây Ban Nha. Đây là một trong những nét đặc trưng của sự kết hợp giữa Madonna và Patrick Leonard. Đĩa đơn pha trộn nhiều âm thanh khác nhau từ nhiều nhạc cụ như trống Cuba và đàn ghita cổ điển, trống lắc maraca, kèn harmonica và sự trộn lẫn âm thanh điện tử và nhịp trống tự nhiên. Ca khúc được viết ở giọng Đô thăng thứ, đặt ở nhịp 4/4 như hầu hết các ca khúc pop khác, có tốc độ trung bình khoảng 95 phách 1 phút. Quãng giọng của Madonna kéo dài 2 quãng tám, từ nốt Sol3 đến nốt Đô5. Ca khúc bắt đầu với một phần nhạc dạo đầu với trống Cuba, trước khi đến những nhịp điệu điện tử tổng hợp và tiếng đàn ghita Tây Ban Nha. Madonna hát phần điệp khúc trong phạm vi từ nốt Sol3 đến nốt Đô5. Sau đoạn điệp khúc thứ 2 là phần giang tấu ghita cổ điển, giọng của Madonna lên đến giọng Fa thăng thứ, khi cô ấy hát "I want to be where the sun warms the sky" (Tôi muốn đến nới có ánh mặt trời ấm áp trên bầu trời) và sau đó chuyển xuống giọng Đô thăng thứ khi cô ấy hát "loves a girl" (yêu một cô gái). Có một đoạn giang tấu khác với kèn harmonica và bài hát này, sau một đoạn điệp khúc khác, kết thúc và giảm dần âm thanh với tiếng vang của Madonna hát câu "El dijo que te ama (He said he loves you)".
Cụm từ "La Isla Bonita" dịch là "Hòn đảo xinh đẹp" theo tiếng Anh. Bài hát có 4 câu hát bằng tiếng Tây Ban Nha, một chủ đề mà sau đó Madonna cũng đã kết hợp trong đĩa đơn năm 1987 của cô ấy là "Who's That Girl". Lời bài hát bắt đầu miêu tả Madonna là một du khách đang cầu nguyện "that the days would last, they went so fast" (rằng ngày tháng sẽ kéo dài hơn, chúng đã trôi qua thật nhanh) đồng thời giữ những người Latinh khác như những ngày tháng đó ("các bạn có thể thấy chúng trôi qua"). Trong cuốn sách Women and popular music, tác giả Sheila Whitley nói rằng đoạn điệp khúc của bài hát nhất mạnh tầm quan trọng của ca khúc bằng các phân từ hiện tại tâm linh ("Hòn đảo gió nhiệt đới, tất cả sự tự nhiên hoang dã và tự do, đây là nơi mà tôi thuộc về").
Tựa đề và câu đầu tiên của bài hát nhắc đến một hòn đảo gọi là San Pedro, được đặt tên bởi một số người dân ở Ambergris Caye, Belize, vì thế ca khúc cũng có lẽ đề cập đến ngôi làng chính ở đây mang tên San Pedro Town. Tuy nhiên, Gaitsch chỉ ra rằng vào thời điểm đó, Madonna đang dành thời gian ở một thị trấn tại Mỹ, lúc đó Madonna và người chồng sau này của cô Sean Penn là bạn thân với một nhà thơ tên San Pedro và tiểu thuyết gia Charles Bukowski. Bản thân Madonna chưa từng làm rõ điều này với báo chí trong bất kỳ cuộc phỏng vấn nào. Thay vào đó, cô gọi bài hát là món quà gửi đến những người Mỹ Latinh, cùng với một hòn đảo và chính cô ấy.

## Danh sách bài hát
| - Đĩa 7" tại Mỹ 1. "La Isla Bonita" (Remix 7") – 4:01 2. "La Isla Bonita" (Remix không lời) – 4:20 - Đĩa 12" maxi tại Mỹ / Đức 1. "La Isla Bonita" (Remix mở rộng) – 5:28 2. "La Isla Bonita" (không lời) – 5:14 | - Đĩa CD Super Mix tại Đức / Nhật 1. "La Isla Bonita" (Remix mở rộng) – 5:28 2. "Open Your Heart" (mở rộng) – 10:38 3. "Gambler" – 3:58 4. "Crazy for You" – 4:12 5. "La Isla Bonita" (không lời) – 5:21 |

## Xếp hạng và chứng nhận
| Bảng xếp hạng (1987)                            | - Vị trí - cao nhất |
| ----------------------------------------------- | ------------------- |
| Australia (Kent Music Report)                   | 6                   |
| Áo (Ö3 Austria Top 40)                          | 1                   |
| Bỉ (Ultratop 50 Flanders)                       | 3                   |
| Belgium (VRT Top 30)                            | 3                   |
| Canada Top Singles (RPM)                        | 1                   |
| Eurochart Hot 100 (Billboard)                   | 1                   |
| Phần Lan (Suomen virallinen lista)              | 18                  |
| Pháp (SNEP)                                     | 1                   |
| Trường songid là BẮT BUỘC CHO BẢNG XẾP HẠNG ĐỨC | 1                   |
| Ireland (IRMA)                                  | 2                   |
| Italy (FIMI)                                    | 18                  |
| Hà Lan (Dutch Top 40)                           | 2                   |
| Hà Lan (Single Top 100)                         | 3                   |
| New Zealand (Recorded Music NZ)                 | 5                   |
| Na Uy (VG-lista)                                | 5                   |
| Tây Ban Nha (PROMUSICAE)                        | 8                   |
| Thụy Điển (Sverigetopplistan)                   | 3                   |
| Thụy Sĩ (Schweizer Hitparade)                   | 1                   |
| Anh Quốc (OCC)                                  | 1                   |
| Hoa Kỳ Billboard Hot 100                        | 4                   |
| Hoa Kỳ Adult Contemporary (Billboard)           | 1                   |
| Hoa Kỳ Dance Club Songs (Billboard)             | 10                  |

| Bảng xếp hạng (1987)                 | Vị trí |
| ------------------------------------ | ------ |
| Australia (Kent Music Report)        | 58     |
| Austria (Ö3 Austria Top 40)          | 6      |
| Canada Top Singles (RPM)             | 22     |
| Italian Singles (FIMI)               | 94     |
| Netherlands (Single Top 100)         | 13     |
| Switzerland (Schweizer Hitparade)    | 2      |
| UK Singles (Official Charts Company) | 17     |
| US Billboard Hot 100                 | 58     |
| US Adult Contemporary (Billboard)    | 34     |
| US Hot Dance Club Songs (Billboard)  | 42     |

| Quốc gia                                  | Chứng nhận | Số đơn vị/doanh số chứng nhận |
| ----------------------------------------- | ---------- | ----------------------------- |
| Pháp (SNEP)                               | Vàng       | 771,000                       |
| Đức (BVMI)                                | Vàng       | 500.000^                      |
| Nhật Bản (RIAJ)                           | Vàng       | 50.000^                       |
| Anh Quốc (BPI)                            | Bạc        | 435,000                       |
| ^ Chứng nhận dựa theo doanh số nhập hàng. |            |                               |